# Zsidó holokauszt Bulgáriában

## Háttér
Bulgáriában 1941. január 23-án lépett életbe az úgynevezett Nemzetvédelmi Törvény (Законъ за защита на нацията), melynek második része a "zsidókérdés" megoldását rendezte. Az jogszabály megszüntette a bolgár állampolgárok egyenlőségét, s nyílt diszkriminációt vezet be a zsidó nemzetiségű illetve vallású bolgár állampolgárokkal szemben. A jogszabály zsidónak nyilvánított minden olyan személyt, akinek legalább egyik szülője zsidó volt, kivéve azokat, akik a törvény hatálybalépésének pillanatáig beléptek valamely keresztény felekezetbe.
A jogszabályban foglalt főbb diszkriminatív intézkedések a következők voltak:
- A törvény hatályba lépésének pillanatban bolgár állampolgársággal rendelkező zsidók megtartották bolgár állampolgárságukat, azonban a továbbiakban zsidó nem honosítható.
- A zsidók aktív és passzív választójoga megszűnt. A törvény hatálybalépésekor választott tisztséget viselő zsidók kötelesek voltak egy hónapon belül tisztségükről lemondani.
- Zsidó nem volt választható tisztségre semmilyen egyesületben, magánszervezetben, kivéve azokat, melyek kifejezetten a zsidó egyesületként, szervezetként működtek.
- Zsidó nem lehetett állami vagy önkormányzati szervezet vezető beosztású tisztségviselője.
- Zsidó csak zsidóval köthetett házasságot, a már megkötött házasságok viszont hatályban maradtak.
- Zsidó kizárólag munkaszolgálatot láthatott el a kötelező katonai szolgálat keretein belül, a szolgálatra egészségi okokból alkalmatlanok külön hadiadót fizettek.
- Zsidó nem lehetett tagja semmilyen katonai jellegű szervezetnek, mint például veteránok szervezetei.
- Közép- és felsőfokú oktatási intézménybe zsidó csak akkor volt felvehető, ha nem volt bolgár jelentkező. Ez nem vonatkozott a kifejezetten zsidó oktatási intézményekre.
- Zsidónak nem lehetett nem-zsidó háztartási alkalmazottja.
- Zsidó személy lakóhelyének megváltoztatásához előzetes belügyminiszteri engedély volt szükséges. A belügyminiszter nem adhatott ki szófiai lakóhelyre vonatkozó engedélyt zsidó részére.
- Zsidó nem lehetett tulajdonosa, s nem bérelhetett megművelhető földet, a törvény hatálybalépésekor meglévő földtulajdont a zsidó köteles volt eladni az államnak, a megkötött bérleti szerződések pedig hatályukat vesztették 1941. október 1-jén.
- Numerus clausus bevezetése a szabad szakmák, a kereskedelem és az ipar terén: ezekben zsidók olyan arányban vehettek részt, mely nem nagyobb, mint a zsidók aránya Bulgária lakosságán belül.
- Oktatási, kulturális (mozik, színházak, könyvkiadók, stb.), idegenforgalmi, fegyvergyártási és fegyverkereskedelmi cégekben zsidónak nem lehetett tulajdona.
- Pénzügyi cégekben a zsidó tulajdon aránya nem haladhatta meg a 49%-ot.
- Zsidó nem lehetett könyvelő, vámügyi ügynök, patikus, drogéria-tulajdonos.
- Külön nyilvántartás került bevezetésre a zsidók ingatlan és ingó vagyonának leltározása céljából. Bármilyen adás-vétel a Bolgár Nemzeti Bank felügyelete alatt történhetett.

## A hontalan zsidók deportálása
1943 február 22-én Alekszandar Belev zsidóügyi kormánybiztos megállapodást írt alá Theodor Dannecker német SS-tiszttel, Adolf Eichmann bulgáriai munkatársával. A megállapodás értelmében a bulgáriai zsidók németországi koncentrációs táborokba kerültek elszállításra.
A megállapodás gyakorlatba való átültetése 1943. március 4-én kezdődött meg. Ekkor 4 058 fő került deportálásra Bécs felé négy hajóval Lom dunai kikötőn keresztül. A 4 058 fő a Görögországtól visszaszerzett területekről származó, emiatt - a Nemzetvédelmi törvény rendelkezései értelmében, mely tiltja zsidók honosítását - bolgár állampolgárság nélküli zsidó volt. A 4 058 főből alig 100 maradt életben.
Március 10-én a Jugoszláviától visszaszerzett macedóniai terület szintén bolgár állampolgárság nélküli zsidó lakosai kerültek sorra. Összesen 7 144 főt szállítottak Lom és Vidin kikötőkig, ahonnan hajókkal Bécsig szállították őket, majd onnan vasúton a treblinkai megsemmisítő táborba. Ebből a csoportból 200 személy maradt életben.
Március 12-én a szintén Jugoszláviától visszaszerzett Pirot-vidék 161 hontalan zsidó lakosa került ugyanilyen módon deportálásra a német haláltáborokba.

## A bolgár állampolgárságú zsidók megmentése
Március 17-én kezdődött meg a bolgár állampolgárságú zsidók deportálásra való előkészítése, először Plovdivban. Azonban széles körű tiltakozás bontakozott ki a tervek ellen. Kirill érsek (bolgár ortodox egyház) személyesen megjelent a plovdivi gyűjtőtáborban és követelte a zsidók szabadon bocsátását. Kijelentette, hogy ellenkező esetben ő maga is felszáll a zsidókkal együtt a vonatra. Közben Dimitar Pesev, a bolgár parlament elnöke 42 parlamenti képviselővel együtt hivatalosan tiltakozott a kormány zsidódeportálási szándéka ellen. A kormány elhalasztotta a deportálást, áttéve azt májusra. Azonban időközben a téma a közéleti viták központjába került. A kormány kénytelen volt visszalépni a németekkel kötött egyezménytől, majd a döntés III. Borisz cár államfő kezébe került, aki rendeletet adott ki arról, hogy a "zsidókérdés" megoldását Bulgária határain belül kell véghezvinni. Ebből a célból az összes szófiai zsidót vidékre telepítették, s zsidó táborokat hoztak létre, ahol a bulgáriai zsidók teljes létszámban megérik Bulgária 1944. szeptember 6-án bekövetkezett szakítását a tengelyhatalmakkal.

## Utólagos események
Dimitar Pesev - egyedüliként a hitlerista koalíció országainak magas szintű állami vezetői közül - 1973-ban megkapta a Világ Igaza izraeli kitüntetést.
A Nemzetvédelmi Törvényt hivatalosan 1944. november 27-én helyezte hatályon kívül a Nem-bolgár származású személyekre vonatkozó korlátozásokat megszüntető törvényerejű rendelet.